# Lijst van rectores magnifici van de Rijksuniversiteit Groningen
Dit is een lijst van rectores magnifici van de Rijksuniversiteit Groningen vanaf het begin van de universiteit in 1614 tot nu. Van de meer dan 230 rectoren zijn de bekendste: de theoloog Franciscus Gomarus (die zes maal rector was), de hoogleraar theologie en latere minister Gerardus van der Leeuw, de astronoom Jacobus Kapteyn en de natuurkundige en Nobelprijswinnaar Frits Zernike.

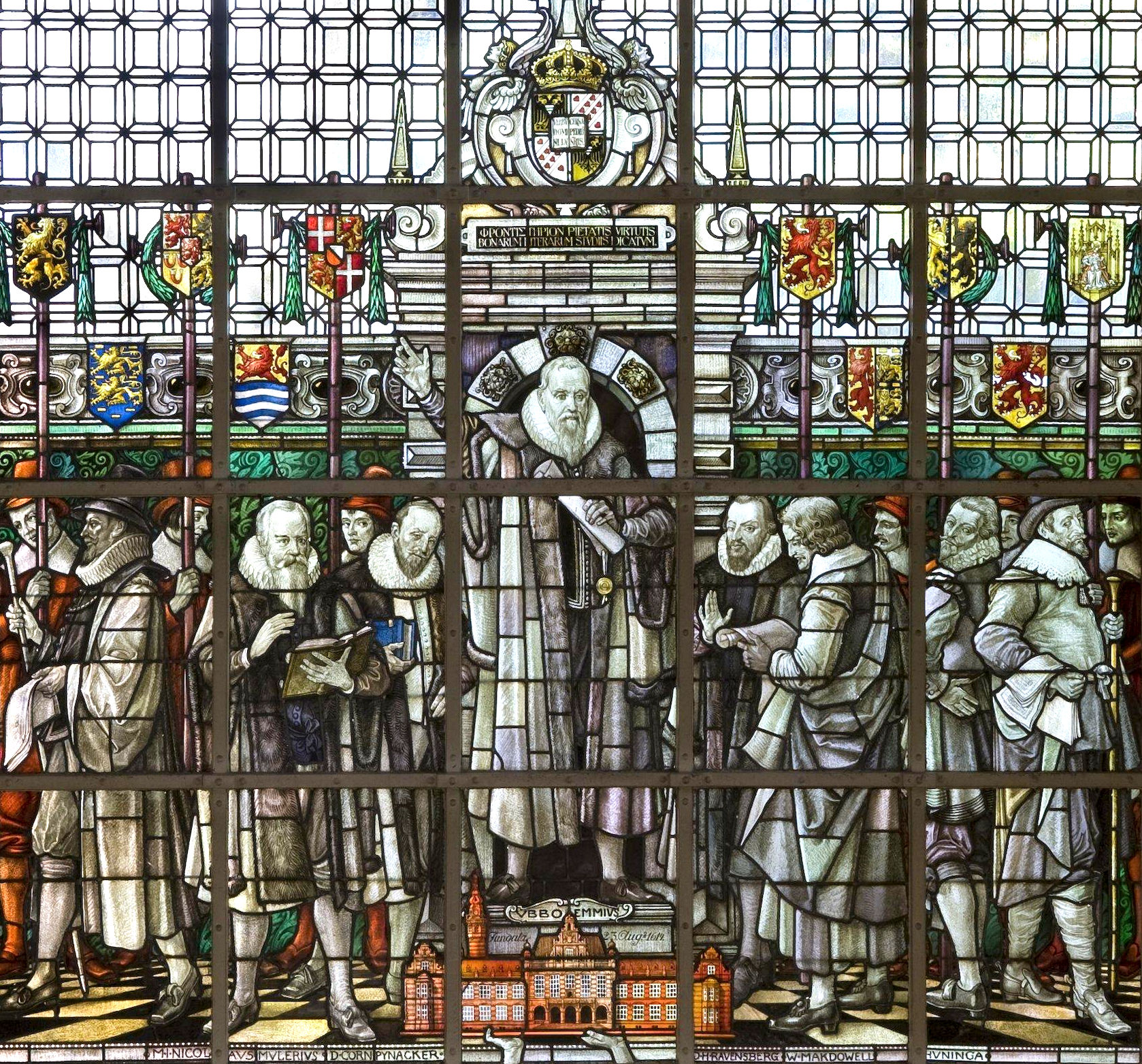
Detail van het gedenkraam Deo Patriae Academiae (1914) in het Academiegebouw, waarop zes van de eerste rectores magnifici zijn afgebeeld.

## 17e eeuw

### 1614 - 1640
| Ambtsperiode | Naam                 | Afbeelding | Overig          |
| ------------ | -------------------- | ---------- | --------------- |
| 1614–1615    | Ubbo Emmius          |            |                 |
| 1615 -1616   | Hermann Ravensperger |            | (1)             |
| 1616–1617    | Cornelis Pijnacker   |            |                 |
| 1617–1618    | Nicolaus Mulerius    |            | (1)             |
| 1619–1620    | Johannes Huninga     |            | Link RUG        |
| 1620         | Franciscus Gomarus   |            | (1) (mrt.-aug.) |
| 1620-1621    | William Makdowell    |            | (1)             |
| 1621-1622    | Hermann Ravensperger |            | (2)             |
| 1622-1623    | Hermann Ravensperger |            | (3)             |
| 1623-1624    | William Makdowell    |            | (2)             |
| 1624-1625    | Franciscus Gomarus   |            | (2)             |
| 1625         | Hermann Ravensperger |            | (4)             |
| 1626         | Franciscus Gomarus   |            | (3) (jan.-aug.) |
| 1626-1627    | Antonius Matthaeus I |            | (1) Link RUG    |
| 1627-1628    | Nicolaus Mulerius    |            | (2)             |
| 1628-1629    | Henricus Alting      |            | (1) Link RUG    |
| 1629-1630    | Franciscus Meyvart   |            | Link RUG        |
| 1630-31      | Franciscus Gomarus   |            | (4)             |
| 1631-32      | Franciscus Gomarus   |            | (5)             |
| 1632-1633    | Antonius Matthaeus I |            | (2) Link RUG    |
| 1632-1633    | Johannes Freijtag    |            | (1) Link BPN    |
| 1633-1634    | Matthias Pasor       |            | (1) Link RUG    |
| 1634-1635    | Antonius Matthaeus I |            | (3) Link RUG    |
| 1635-1636    | Franciscus Gomarus   |            | (6)             |
| 1636-1637    | Henricus Alting      |            | (2) Link RUG    |
| 1637–1638    | Coenraad Matthaeus   |            | Link RUG        |
| 1638-1639    | Johannes Steinberge  |            | (1) Link BPN    |
| 1639-1640    | Johannes Freijtag    |            | (2) Link BPN    |
| 1640-1641    | Tobias Andreae       |            | (1) Link RUG    |

### 1641 - 1660
| Ambtsperiode | Naam                  | Afbeelding | Overig                                                        |
| ------------ | --------------------- | ---------- | ------------------------------------------------------------- |
| 1641–1642    | Henricus Alting       |            | (3) Link RUG, Link Zedler[dode link], Link BPN                |
| 1642–1643    | Nicolaas Lange        |            | Link RUG                                                      |
| 1643–1644    | Martinus Schoock      |            | (1)                                                           |
| 1644–1645    | Samuel Maresius       |            | (1) des Marets, Link Zedler[dode link], Link BPN              |
| 1645–1646    | Johannes Steinberge   |            | (2) Link RUG, Link Zedler[dode link], Link BPN                |
| 1646–1647    | Jacob Alting          |            | (1)                                                           |
| 1647–1648    | Abdias Widmar         |            | (1) Ook Wedemeyer, Link Zedler[dode link], Link BPN, Link RUG |
| 1648-1649    | Antonius Deusing      |            | (1) Link BPN, Link Zedler[dode link]                          |
| 1649–1650    | Tobias Andreae        |            | (2) Link RUG                                                  |
| 1650–1651    | Matthias Pasor        |            | (2) Link RUG, Link BPN, Link Zedler[dode link]                |
| 1651–1652    | Samuel Maresius       |            | (2) des Marets, Link Zedler[dode link], Link BPN              |
| 1652–1653    | Johannes Steinberge   |            | (3) Link RUG                                                  |
| 1653–1654    | Antonius Deusing      |            | (2) Link RUG                                                  |
| 1654–1655    | Martinus Schoock      |            | (2)                                                           |
| 1655–1656    | Abdias Widmar         |            | (2) Link RUG                                                  |
| 1656–1657    | Franciscus Junius III |            | (1) Link BPN, Link Zedler[dode link]                          |
| 1657–1658    | Antonius Deusing      |            | (3) Link RUG                                                  |
| 1658–1659    | Jacob Alting          |            | (2)                                                           |
| 1659–1660    | Tobias Andreae        |            | (3) Link RUG                                                  |
| 1660–1661    | Samuel Maresius       |            | (3) Link RUG                                                  |

### 1661 - 1680
| Ambtsperiode | Naam                  | Afbeelding | Overig                                                         |
| ------------ | --------------------- | ---------- | -------------------------------------------------------------- |
| 1661–1662    | Franciscus Junius III |            | (2) Link RUG                                                   |
| 1662–1663    | Henricus Eyssonius    |            | (1) Ook Eyssens; Link BPN, Link Zedler[dode link]              |
| 1663–1664    | Joachim Borgesius     |            | Link BPN, Link Zedler[dode link]                               |
| 1664–1665    | Abdias Widmar         |            | (3) Link RUG                                                   |
| 1665–1666    | Franciscus Junius III |            | (3) Link RUG                                                   |
| 1666–1667    | Henricus Eyssonius    |            | (2) Link RUG                                                   |
| 1667–1668    | Tobias Andreae        |            | (4) Link RUG                                                   |
| 1668-1669    | Jacob Alting          |            | (3)                                                            |
| 1669–1670    | Gerhardus Feltman     |            | Link Zedler[dode link], Link BPN                               |
| 1670–1671    | Henricus Eyssonius    |            | (3) Link RUG                                                   |
| 1671–1672    | Johannes Bertlingius  |            | (1) Link Zedler[dode link]                                     |
| 1672–1673    | Samuel Maresius       |            | (4) Link RUG                                                   |
| 1673–1674    | Wessel Bertling       |            | (1) Link BPN                                                   |
| 1674–1675    | Gerardus Lammers      |            | (1) Link BPN                                                   |
| 1675–1676    | Abraham Munting       |            |                                                                |
| 1676–1677    | Jacob Alting          |            | (4)                                                            |
| 1677–1678    | Jacobus Oiselius      |            | (1) Ook Jacobus Ouzeel, Ouzelius, Link Rug, Link BPN, Link GBS |
| 1678–1679    | Henricus Eyssonius    |            | (4) Link RUG                                                   |
| 1679–1680    | Johannes Bertlingius  |            | (2) Link RUG                                                   |
| 1680–1681    | Jacobus Oiselius      |            | (2) Link RUG                                                   |

### 1681 - 1700
| Ambtsperiode | Naam                   | Afbeelding | Overig       |
| ------------ | ---------------------- | ---------- | ------------ |
| 1681–1682    | Gerardus Lammers       |            | (2) Link RUG |
| 1682–1683    | Johannes Mensinga      |            | (1)          |
| 1683–1684    | Johannes Mensinga      |            | (2)          |
| 1684–1685    | Johannes Braun         |            | (1) Link RUG |
| 1685–1686    | Wessel Bertling        |            | (2) Link RUG |
| 1686–1687    | Henricus Eyssonius     |            | (5) Link RUG |
| 1687–1688    | Johannes Bertlingius   |            | (3) Link RUG |
| 1688-1689    | Johannes van Marck     |            | Link RUG     |
| 1689–1690    | Wessel Bertling        |            | (3) Link RUG |
| 1690–1691    | Gerardus Lammers       |            | (3) Link RUG |
| 1691–1692    | Johannes Mensinga      |            | (3)          |
| 1692–1693    | Johannes Braun         |            | (2) Link RUG |
| 1693–1694    | Wessel Bertling        |            | (4) Link RUG |
| 1694–1695    | Gerardus Lammers       |            | (4) Link RUG |
| 1695–1696    | Jacob Gousset          |            | Link RUG     |
| 1696–1697    | Paulus Hulsius         |            | (1) Link RUG |
| 1697–1698    | Alexander Pagenstecher |            | (1) Link RUG |
| 1698–1699    | Gerardus Lammers       |            | (5) Link RUG |
| 1699–1700    | Johan Bernoulli        |            |              |
| 1700–1701    | Johannes Braun         |            | (3) Link RUG |

## 18e eeuw

### 1701 - 1720
| Ambtsperiode | Naam                   | Afbeelding | Overig       |
| ------------ | ---------------------- | ---------- | ------------ |
| 1701–1702    | Wessel Bertling        |            | (5) Link RUG |
| 1702–1703    | Gerardus Lammers       |            | (6) Link RUG |
| 1703–1704    | Adam Isinck            |            | (1) Link RUG |
| 1704–1705    | Paulus Hulsius         |            | (2) Link RUG |
| 1705–1706    | Alexander Pagenstecher |            | (2) Link RUG |
| 1706–1707    | Gerardus Lammers       |            | (7) Link RUG |
| 1707–1708    | Adam Isinck            |            | (2) Link RUG |
| 1708-1709    | Johannes Braun         |            | (4) Link RUG |
| 1709–1710    | Alexander Pagenstecher |            | (3) Link RUG |
| 1710–1711    | Gerardus Lammers       |            | (8) Link RUG |
| 1711–1712    | Adam Isinck            |            | (3) Link RUG |
| 1712–1713    | Alexander Pagenstecher |            | (4) Link RUG |
| 1713–1714    | Theodorus Muyckens     |            | (1) Link RUG |
| 1714–1715    | Adam Isinck            |            | (4) Link RUG |
| 1715–1716    | Alexander Pagenstecher |            | (5) Link RUG |
| 1716–1717    | Gerardus Lammers       |            | (9) Link RUG |
| 1717–1718    | Theodorus Muyckens     |            | (2) Link RUG |
| 1718–1719    | Adam Isinck            |            | (5) Link RUG |
| 1719–1720    | Antonius Driessen      |            | (1) Link RUG |
| 1720–1721    | Jean Barbeyrac         |            | (1) Link RUG |

### 1721 - 1740
| Ambtsperiode | Naam                  | Afbeelding | Overig       |
| ------------ | --------------------- | ---------- | ------------ |
| 1721–1722    | Michael Rossal        |            | (1) Link RUG |
| 1722–1723    | Otto Verbrugge        |            | (1) Link RUG |
| 1723–1724    | Petrus de Toullieu    |            | (1) Link RUG |
| 1724–1725    | Adam Isinck           |            | (6) Link RUG |
| 1725–1726    | Antonius Driessen     |            | (2) Link RUG |
| 1726–1727    | Jean Barbeyrac        |            | (2) Link RUG |
| 1727–1728    | Jacob Hendrik Croeser |            | (1) Link RUG |
| 1728-1729    | Otto Verbrugge        |            | (2) Link RUG |
| 1729–1730    | Michael Rossal        |            | (2) Link RUG |
| 1730–1731    | Petrus de Toullieu    |            | (2) Link RUG |
| 1731–1732    | Nicolaas Tilburg      |            | Link RUG     |
| 1732–1733    | Antonius Driessen     |            | (3) Link RUG |
| 1733–1734    | Jean Barbeyrac        |            | (3) Link RUG |
| 1734–1735    | Jacob Hendrik Croeser |            | (2) Link RUG |
| 1735–1736    | Nicolaas Engelhard    |            | (1) Link RUG |
| 1736–1737    | Cornelius van Velzen  |            |              |
| 1737–1738    | Arnoldus Rotgers      |            | (1)          |
| 1738–1739    | Leonardus Offerhaus   |            | (1)          |
| 1739–1740    | Otto Verbrugge        |            | (3) Link RUG |
| 1740–1741    | Jacobus Eck           |            | (1) Link RUG |

### 1741 - 1760
| Ambtsperiode | Naam                         | Afbeelding | Overig                |
| ------------ | ---------------------------- | ---------- | --------------------- |
| 1741–1742    | Jacob Hendrik Croeser        |            | (3) Link RUG          |
| 1742–1743    | Nicolaas Engelhard           |            | (2) Link RUG          |
| 1743–1744    | Daniël Gerdes                |            | (1) Link RUG          |
| 1744–1745    | Arnoldus Rotgers             |            | (2)                   |
| 1745–1746    | Leonardus Offerhaus          |            | (2)                   |
| 1746–1747    | Antonius Driessen            |            | (4) Link RUG          |
| 1747–1748    | Jacobus Eck                  |            | (2) Link RUG          |
| 1748-1749    | Jacob Hendrik Croeser        |            | (4) Link RUG          |
| 1749–1750    | Nicolaas Engelhard           |            | (3) Link RUG          |
| 1750–1751    | Cornelius van Velzen         |            | (2)                   |
| 1751–1752    | Nikolaas Willem Schroeder    |            | (1) Link RUG, Wiki DE |
| 1752–1753    | Daniël Gerdes                |            | (2) Link RUG          |
| 1753–1754    | Jacobus Eck                  |            | (3) Link RUG          |
| 1754–1755    | Leonardus Offerhaus          |            | (3)                   |
| 1755–1756    | Michael Bertling             |            | Link RUG              |
| 1756–1757    | Joachim Johannes Schwartz    |            | Link RUG              |
| 1757–1758    | Tiberius Lambergen           |            | Link RUG              |
| 1758–1759    | Dionysius van de Wijnpersse  |            | Link RUG, Wiki DE     |
| 1759–1760    | Ewald Hollebeek              |            | Link RUG              |
| 1760–1761    | Frederik Adolf van der Marck |            | (1)                   |

### 1761 - 1780
| Ambtsperiode | Naam                                 | Afbeelding | Overig       |
| ------------ | ------------------------------------ | ---------- | ------------ |
| 1761–1762    | Wouter van Doeveren                  |            |              |
| 1762–1763    | Johannes Daniël van Lennep           |            |              |
| 1763–1764    | Paulus Chevallier                    |            | (1) Link RUG |
| 1764–1765    | Lodewijk Coenraad Schroeder          |            | (1) Link RUG |
| 1765–1766    | Petrus Camper                        |            |              |
| 1766–1767    | Nikolaas Willem Schroeder            |            | (2) Link RUG |
| 1767–1768    | Frans Lodewijk Cremer                |            | Link RUG     |
| 1768-1769    | Dionysius Godefridus van der Keessel |            |              |
| 1769–1770    | Wouter van Doeveren                  |            |              |
| 1770–1771    | Antonius Brugmans                    |            |              |
| 1771–1772    | Gerardus Kuypers                     |            | (1)          |
| 1772–1773    | Gerardus Kuypers                     |            | (2)          |
| 1773–1774    | Paulus 's Graeuwen                   |            | Link RUG     |
| 1774–1775    | Jacobus de Rhoer                     |            | (1)          |
| 1775–1776    | Petrus Abresch                       |            | (1)          |
| 1776–1777    | Lodewijk Coenraad Schroeder          |            | (2) Link RUG |
| 1777–1778    | Wijnold Munniks                      |            | (1)          |
| 1778–1779    | Frederik Adam Widder                 |            | Link RUG     |
| 1779–1780    | Theodorus Lubbers                    |            | (1) Link RUG |
| 1780–1781    | Johannes Cannegieter                 |            | (1) Link RUG |

### 1781 - 1800
| Ambtsperiode | Naam                            | Afbeelding | Overig       |
| ------------ | ------------------------------- | ---------- | ------------ |
| 1781–1782    | Wolther Forsten Verschuir       |            | (1) Link RUG |
| 1782–1783    | Johannes Ruardi                 |            | (1) Link RUG |
| 1783–1784    | Paulus Chevallier               |            | (2) Link RUG |
| 1784–1785    | Henricus Johannes Arntzenius    |            | Link RUG     |
| 1785–1786    | Wijnold Munniks                 |            | (2)          |
| 1786–1787    | Nicolaas Schroeder              |            | (3) Link RUG |
| 1787–1788    | Gerardus Kuypers                |            | (3)          |
| 1788-1789    | Lodewijk Coenraad Schroeder     |            | (3) Link RUG |
| 1789–1790    | Wolther Forsten Verschuir       |            | (2) Link RUG |
| 1790–1791    | Jacobus de Rhoer                |            | (2)          |
| 1791–1792    | Petrus Abresch                  |            | (2)          |
| 1792–1793    | Johannes Cannegieter            |            | (2) Link RUG |
| 1793–1794    | Petrus Driessen                 |            | (1) Link RUG |
| 1794–1795    | Johannes Ruardi                 |            | (2) Link RUG |
| 1795–1796    | Theodorus Lubbers               |            | (2) Link RUG |
| 1796–1797    | Frederik Adolf van der Marck    |            | (2)          |
| 1797–1798    | Evert Jan Thomassen à Thuessink |            | (1) Link RUG |
| 1798–1799    | Jacob Baart de la Faille I      |            | (1)          |
| 1799-1800    | Petrus Abresch                  |            | (3)          |
| 1800–1801    | Lodewijk Coenraad Schroeder     |            | (4) Link RUG |

## 19e eeuw

### 1801 - 1820
| Ambtsperiode | Naam                               | Afbeelding | Overig       |
| ------------ | ---------------------------------- | ---------- | ------------ |
| 1801–1802    | Wijnold Munniks                    |            | (3)          |
| 1802–1803    | Jan Bosman (1750-1804)             |            | Link RUG     |
| 1803–1804    | Theodorus Lubbers                  |            | (3) Link RUG |
| 1804–1805    | Seerp Gratama                      |            | (1)          |
| 1805–1806    | Petrus Driessen                    |            | (2) Link RUG |
| 1806–1807    | Cornelis de Waal                   |            | (1)Link RUG  |
| 1807–1808    | Herman Muntinghe                   |            | (1)          |
| 1808–1809    | Albertus Jacobus Duymaer van Twist |            |              |
| 1809–1810    | Evert Jan Thomassen à Thuessink    |            | (2) Link RUG |
| 1810–1812    | Jan Rudolf van Eerde               |            | (1)          |
| 1812–1816    | Herman Muntinghe                   |            | (2)          |
| 1816–1817    | Seerp Gratama                      |            | (2)          |
| 1817–1818    | Petrus Driessen                    |            | (3) Link RUG |
| 1818–1819    | Jacob Baart de la Faille I         |            | (2)          |
| 1819-1820    | Cornelis de Waal                   |            | (2)Link RUG  |
| 1820-1821    | Eelco Tinga                        |            | Link RUG     |

### 1821 - 1840
| Ambtsperiode | Naam                           | Afbeelding | Overig                     |
| ------------ | ------------------------------ | ---------- | -------------------------- |
| 1821–1822    | Gerbrand Bakker                |            | Prorektor Cornelis de Waal |
| 1822–1823    | Theodorus van Swinderen        |            |                            |
| 1823–1824    | Jan Rudolf van Eerde           |            | (2)                        |
| 1824–1825    | Annaeus Ypeij                  |            |                            |
| 1825–1826    | Gabinus de Wal                 |            | Link RUG                   |
| 1826–1827    | Sibrandus Elzoo Stratingh      |            |                            |
| 1827–1828    | Seerp Brouwer                  |            |                            |
| 1828–1829    | Johann Hermann Gerhard Wolters |            | Link RUG                   |
| 1829–1830    | Hendrik Nienhuis               |            | (1)                        |
| 1830–1831    | Petrus Hendriksz               |            |                            |
| 1831–1832    | Sibrandus Stratingh            |            |                            |
| 1832–1833    | Jan ten Brink                  |            | Link RUG                   |
| 1833–1834    | Johan Frederik van Oordt       |            |                            |
| 1834-1835    | Jacob Herman Philipse          |            | (1) Link RUG               |
| 1835–1836    | August Arnold Sebastian        |            | (1) Link RUG               |
| 1836–1837    | Herman Christiaan van Hall     |            | (1)                        |
| 1837–1838    | Petrus Hofstede de Groot       |            | (1)                        |
| 1838–1839    | Barthold Henrik Lulofs         |            |                            |
| 1839–1840    | Cornelis Star Numan            |            | (1) Link RUG               |
| 1840-1841    | Jacob Baart de la Faille II    |            |                            |

### 1841 - 1860
| Ambtsperiode | Naam                           | Afbeelding | Overig                        |
| ------------ | ------------------------------ | ---------- | ----------------------------- |
| 1841–1842    | Jan Willem Ermerins            |            | (1) Link RUG                  |
| 1842–1843    | Louis Gerlach Pareau           |            | (1) Link RUG pagina LG Pareau |
| 1843–1844    | Gerrit Johan Meijer            |            | Link RUG                      |
| 1844–1845    | Hendrik Nienhuis               |            | (2)                           |
| 1845–1846    | August Arnold Sebastian        |            | (2) Link RUG                  |
| 1846–1847    | Claas Mulder                   |            | Link RUG                      |
| 1847–1848    | Willem Muurling                |            | (1) Link RUG                  |
| 1848–1849    | Frederik Christiaan de Greuve  |            | Link RUG                      |
| 1849–1850    | Jacob Herman Philipse          |            | (2) Link RUG                  |
| 1850–1851    | Franz Zacharias Ermerins       |            | (1) Link RUG Wiki EN          |
| 1851–1852    | Willem Adriaan Enschede        |            | Link RUG                      |
| 1852–1853    | Petrus Hofstede de Groot       |            | (2)                           |
| 1853–1854    | Jacques Adolphe Charles Rovers |            | Link RUG                      |
| 1854–1855    | Cornelis Star Numan            |            | (2) Link RUG                  |
| 1855–1856    | Jan Hissink Jansen             |            | Link RUG                      |
| 1856–1857    | Petrus Johannes van Kerckhoff  |            | Link RUG                      |
| 1857–1858    | Louis Gerlach Pareau           |            | (2) Link RUG pagina LG Pareau |
| 1858–1859    | Josué Jean Philippe Valeton    |            |                               |
| 1859–1860    | Bernard Jan Gratama            |            |                               |
| 1860–1861    | Izaak van Deen                 |            | Link RUG                      |

### 1861 - 1880
| Ambtsperiode | Naam                                          | Afbeelding | Overig               |
| ------------ | --------------------------------------------- | ---------- | -------------------- |
| 1861–1862    | Herman Christiaan van Hall                    |            | (2)                  |
| 1862–1863    | Evert Jan Diest Lorgion                       |            | (1)                  |
| 1863–1864    | Willem Jonckbloet                             |            |                      |
| 1864–1865    | Gerhardus Diephuis                            |            |                      |
| 1865–1866    | Franz Zacharias Ermerins                      |            | (2) Link RUG Wiki EN |
| 1866–1867    | Jan Willem Ermerins                           |            | (2) Link RUG         |
| 1867–1868    | Willem Muurling                               |            | (2) Link RUG         |
| 1868–1869    | Willem Augustus Hecker                        |            | Link RUG             |
| 1869–1870    | Bernardus Tellegen                            |            |                      |
| 1870–1871    | Samuel Rosenstein                             |            |                      |
| 1871–1872    | Matthijs Salverda                             |            | Link RUG             |
| 1872–1873    | Evert Jan Diest Lorgion                       |            | (2)                  |
| 1873–1874    | Cornelis Marinus Francken                     |            | Link RUG             |
| 1874–1875    | Wiardus Modderman                             |            |                      |
| 1875–1876    | Willem Hendrik Matthijs Sänger                |            | Link RUG             |
| 1876–1877    | Rudolf Adriaan Mees                           |            | Link RUG             |
| 1877–1878    | Frederik Willem Bernard van Bell              |            | Link RUG             |
| 1878–1879    | Bernhard Hendrik Cornelis Karel van der Wijck |            | Link RUG             |
| 1879–1880    | Dirk Huizinga                                 |            |                      |
| 1880–1881    | Henri Ernest Moltzer                          |            |                      |

### 1881 - 1900
| Ambtsperiode | Naam                              | Afbeelding | Overig    |
| ------------ | --------------------------------- | ---------- | --------- |
| 1881–1882    | Rudolf Sicco Tjaden Modderman     |            | Link RUG  |
| 1882–1883    | Petrus de Boer                    |            | Link RUG  |
| 1883–1884    | Hendrik Jan van Ankum             |            | Link RUG  |
| 1884–1885    | Hendrik Albert Kooyker            |            | Link RUG  |
| 1885–1886    | Jakob Pieter van Braam Houckgeest |            | Link RUG  |
| 1886–1887    | Friedrich Julius Peter van Calker |            |           |
| 1887–1888    | Frederik Jacob van den Ham        |            | Link RUG  |
| 1888–1889    | Abraham Pieter Fokker             |            | Link RUG  |
| 1889–1890    | Pieter Cornelis Plugge            |            | Link RUG  |
| 1890–1891    | Jacobus Cornelius Kapteyn         |            |           |
| 1891–1892    | Barend Symons                     |            |           |
| 1892–1893    | Pieter Hendrik Schoute            |            |           |
| 1893–1894    | Willem Lodewijk van Helten        |            | Link RUG  |
| 1894–1895    | Isaäc van Dijk                    |            | Link dbnl |
| 1895–1896    | Floris de Boer                    |            | Link RUG  |
| 1896–1897    | Anton van Hamel                   |            |           |
| 1897–1898    | Gerrit Wildeboer                  |            |           |
| 1898–1899    | Jacob Domela Nieuwenhuis          |            | Link RUG  |
| 1899–1900    | Herman Haga                       |            |           |
| 1900–1901    | Cornelis Hendrikus van Rhijn      |            | Link RUG  |

## 20e eeuw

### 1901 - 1920
| Ambtsperiode | Naam                         | Afbeelding | Overig   |
| ------------ | ---------------------------- | ---------- | -------- |
| 1901–1902    | Nicolaas Karel Frederik Land |            |          |
| 1902–1903    | Jacob Speyer                 |            |          |
| 1903–1904    | Ursul Philip Boissevain      |            |          |
| 1904–1905    | Jan Willem van Wijhe         |            | Link RUG |
| 1905–1906    | Carel Frederik August Koch   |            | Link RUG |
| 1906–1907    | Pieter Pet                   |            | Link RUG |
| 1907–1908    | Marten Edsge Mulder          |            | Link RUG |
| 1908–1909    | Gerard Heymans               |            |          |
| 1909–1910    | Jan Willem Moll              |            |          |
| 1910–1911    | Rutger Adolf Reddingius      |            | Link RUG |
| 1911–1912    | Gerardus Cornelis Nijhoff    |            | Link RUG |
| 1912–1913    | Johan Hendrik Kern           |            |          |
| 1913–1914    | Hartog Jacob Hamburger       |            |          |
| 1914–1915    | Enno Dirk Wiersma            |            |          |
| 1915–1916    | Jacobus van Wageningen       |            |          |
| 1916–1917    | Cornelis van Wisselingh      |            | Link RUG |
| 1917–1918    | Jan Simon van der Aa         |            |          |
| 1918–1919    | Johan Frans van Bemmelen     |            |          |
| 1919–1920    | Alexander Klein              |            | Link RUG |
| 1920-1921    | Louis Bleeker                |            | Link RUG |

### 1921 - 1940
| Ambtsperiode | Naam                       | Afbeelding | Overig   |
| ------------ | -------------------------- | ---------- | -------- |
| 1921–1922    | Frans Maurits Jaeger       |            |          |
| 1922–1923    | Isaac Bennie Cohen         |            | Link RUG |
| 1923–1924    | Albert Kluyver             |            | Link RUG |
| 1924–1925    | Frans Böhl                 |            |          |
| 1925–1926    | Johan Barrau               |            | Link RUG |
| 1926–1927    | Johannes de Zwaan          |            |          |
| 1927–1928    | Johannes Lindeboom         |            |          |
| 1928–1929    | Izaak Gosses               |            |          |
| 1929–1930    | Willem Jan Aalders         |            |          |
| 1930–1931    | Hilmar Backer              |            |          |
| 1931–1932    | Antoon Gerard Roos         |            | Link RUG |
| 1932–1933    | Hendrik van Goudoever      |            | Link RUG |
| 1933–1934    | Hugo Bordewijk             |            | Link RUG |
| 1934–1935    | Gerardus van der Leeuw     |            |          |
| 1935–1936    | Leonard Polak Daniels      |            | Link RUG |
| 1936–1937    | Guillaume Frederic Rochat  |            | Link RUG |
| 1937–1938    | Kornelis Sneyders de Vogel |            | Link RUG |
| 1938–1939    | Frits Zernike              |            |          |
| 1939–1940    | Pieter van Rhijn           |            |          |
| 1940         | Combertus van der Pot      |            | (1)      |

### 1941 - 1960
| Ambtsperiode | Naam                           | Afbeelding | Overig   |
| ------------ | ------------------------------ | ---------- | -------- |
| 1940-1942    | Johannes Kapteyn               |            |          |
| 1942-1945    | Herman de Burlet               |            |          |
| 1945–1946    | Combertus van der Pot          |            | (2)      |
| 1946–1947    | Dirk van Os                    |            | Link RUG |
| 1947–1948    | Willem Hendrik Arisz           |            |          |
| 1948–1949    | Pieter-Jan Enk                 |            |          |
| 1949–1950    | Theodorus Cornelis van Stockum |            | Link RUG |
| 1950–1951    | Marius Jacob Sirks             |            | Link RUG |
| 1951–1952    | Reinard Zandvoort              |            |          |
| 1952–1953    | Jacob Beekhuis                 |            |          |
| 1953–1954    | Pieter Jan van Winter          |            |          |
| 1954–1955    | Willem Koster                  |            | Link RUG |
| 1955–1956    | Tom Albert Rompelman           |            | Link RUG |
| 1956–1957    | Hans Ariëns Kappers            |            |          |
| 1957–1958    | Frederik van Os                |            | (1)      |
| 1958–1959    | Herman Jan Scheltema           |            |          |
| 1959–1960    | Pieter Jan Bouman              |            |          |
| 1960–1961    | Philip Henry Kuenen            |            |          |

### 1961 - 1980
| Ambtsperiode | Naam                               | Afbeelding | Overig   |
| ------------ | ---------------------------------- | ---------- | -------- |
| 1961–1965    | Frederik van Os                    |            | (2)      |
| 1965–1967    | Eduard Herman s' Jacob (1905-1987) |            | Link RUG |
| 1967–1969    | Jan Snijders                       |            |          |
| 1969–1971    | Willem Frederik Dankbaar           |            | Link RUG |
| 1971–1975    | Anthonie Wattel                    |            |          |
| 1975–1978    | Matthijs Janssen                   |            | Link RUG |
| 1978–1981    | Jan Borgman                        |            | Link RUG |

### 1981 - 2000
| Ambtsperiode       | Naam                  | Afbeelding | Overig       |
| ------------------ | --------------------- | ---------- | ------------ |
| 1981 (febr.-sept.) | Maarten van Gils      |            | Link RUG     |
| 1981-1984          | Louk Engels           |            | (1) Link RUG |
| 1984–1988          | Eric Bleumink         |            | Link RUG     |
| 1988               | Simon Kuipers         |            | (1) Link RUG |
| 1988-1991          | Louk Engels           |            | (2) Link RUG |
| 1991-1994          | Simon Kuipers         |            | (2) Link RUG |
| 1994-1998          | Folkert van der Woude |            |              |
| 1998–2002          | Doeko Bosscher        |            |              |

## 21e eeuw
| Ambtsperiode | Naam                | Afbeelding | Overig |
| ------------ | ------------------- | ---------- | ------ |
| 2002–2011    | Frans Zwarts        |            |        |
| 2011–2019    | Elmer Sterken       |            |        |
| 2019– 2023   | Cisca Wijmenga      |            |        |
| sept. 2023 - | Jacquelien Scherpen |            |        |